# Frilingiánika
Frilingiánika, en grec moderne : Φριλιγκιάνικα, est un village de l'île de Cythère, en Grèce.
Selon le recensement de 2011, la population du village compte 78 habitants.